# Paula Freitas
Paula Freitas este un oraș în Paraná (PR), Brazilia.